# William Gemmell Cochran

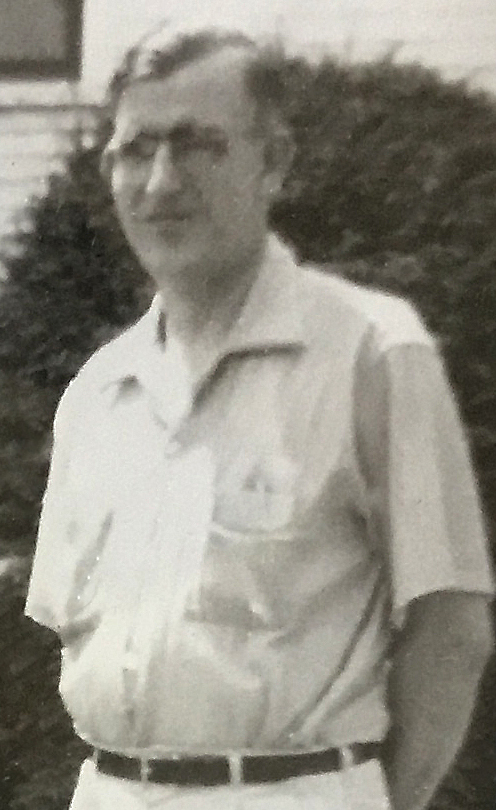
William Gemmell Cochran

William Gemmell Cochran (Rutherglen, 15 juli 1909 - Orleans (Massachusetts) 29 maart 1980) was een Schotse statisticus.
Cochran studeerde wiskunde aan de universiteiten van Glasgow en Cambridge. Hij werkte In de jaren 1934 tot 1939 in het agrarisch researchcentrum "Rothamsted Experimental Station" in Harpenden (Hertfordshire, Engeland). In de daaropvolgende jaren nam hij deel aan de oprichting van verscheidene leerstoelen voor statistiek, onder andere in North Carolina, waar hij samenwerkte met Gertrude Mary Cox aan proefopzetten (experimental design). Het grootste deel van zijn loopbaan, van 1957 tot aan zijn emeritaat in 1976, was hij verbonden aan de Harvard-universiteit.
Cochran schreef een hele rij artikelen en boeken, waarvan sommige tot standaardwerken werden. Zijn naam is verbonden aan de door hem geformuleerde stelling van Cochran.

## Publicaties
- Experimental designs (Co-Autor Gertrude Mary Cox) 1950 ISBN 0-471-54567-8
- Sampling techniques 1952, 1963, 1977, 3. Auflage ISBN 0-471-16240-X
- Statistical Methods applied to Experiments in Agriculture and Biology van George W. Snedecor ISBN 0-8138-1561-4
- Planning and analysis of observational studies ( Lincoln E. Moses en Frederick Mosteller) 1983.